# Comisión delegada del Gobierno
En España, las comisiones delegadas son órganos colegiados del Gobierno, encargados de examinar las cuestiones de carácter general que tengan relación con varios de los departamentos ministeriales que integren la comisión; estudiar aquellos asuntos que, afectando a varios ministerios, requieran la elaboración de una propuesta conjunta previa a su resolución por el Consejo de Ministros; resolver los asuntos que, afectando a más de un Ministerio, no requieran ser elevados al Consejo de Ministros; o ejercer cualquier otra atribución que les confiera el ordenamiento jurídico o que les delegue el Consejo de Ministros. Las comisiones delegadas se crean, modifican y suprimen por Real Decreto del Consejo de Ministros, a propuesta del Presidente del Gobierno.
El Real Decreto de creación de una Comisión Delegada deberá especificar, en todo caso: el miembro del Gobierno que asuma la presidencia de la Comisión, los miembros del Gobierno y, en su caso, los Secretarios de Estado que la integran, las funciones que se atribuyen a la comisión, el miembro de la Comisión al que corresponde la secretaría de la misma. Las deliberaciones de las Comisiones Delegadas del Gobierno serán secretas.

## Historia
La primera comisión delegada del Gobierno fue creada en 1939. Se trató de la Junta de Defensa Nacional (antecesor de órganos actuales como el Consejo de Seguridad Nacional y el Consejo de Defensa Nacional), órgano presidido por el jefe del Estado e integrado por los tres ministros militares, los jefes de los estados mayores de los Ejércitos y el jefe del Alto Estado Mayor. Unos años después, en 1953, se creó una segunda comisión para tratar los acuerdos con los Estados Unidos. Esta desapareció en 1961.
En 1957, tras las reformas administrativas de este año, las comisiones delegadas pasaron a ser seis, con la creación de cuatro nuevas —de Asuntos Económicos (que ha existido desde entonces), de Transportes y Comunicaciones, de Acción Cultural y la de Sanidad y Asuntos Sociales—.

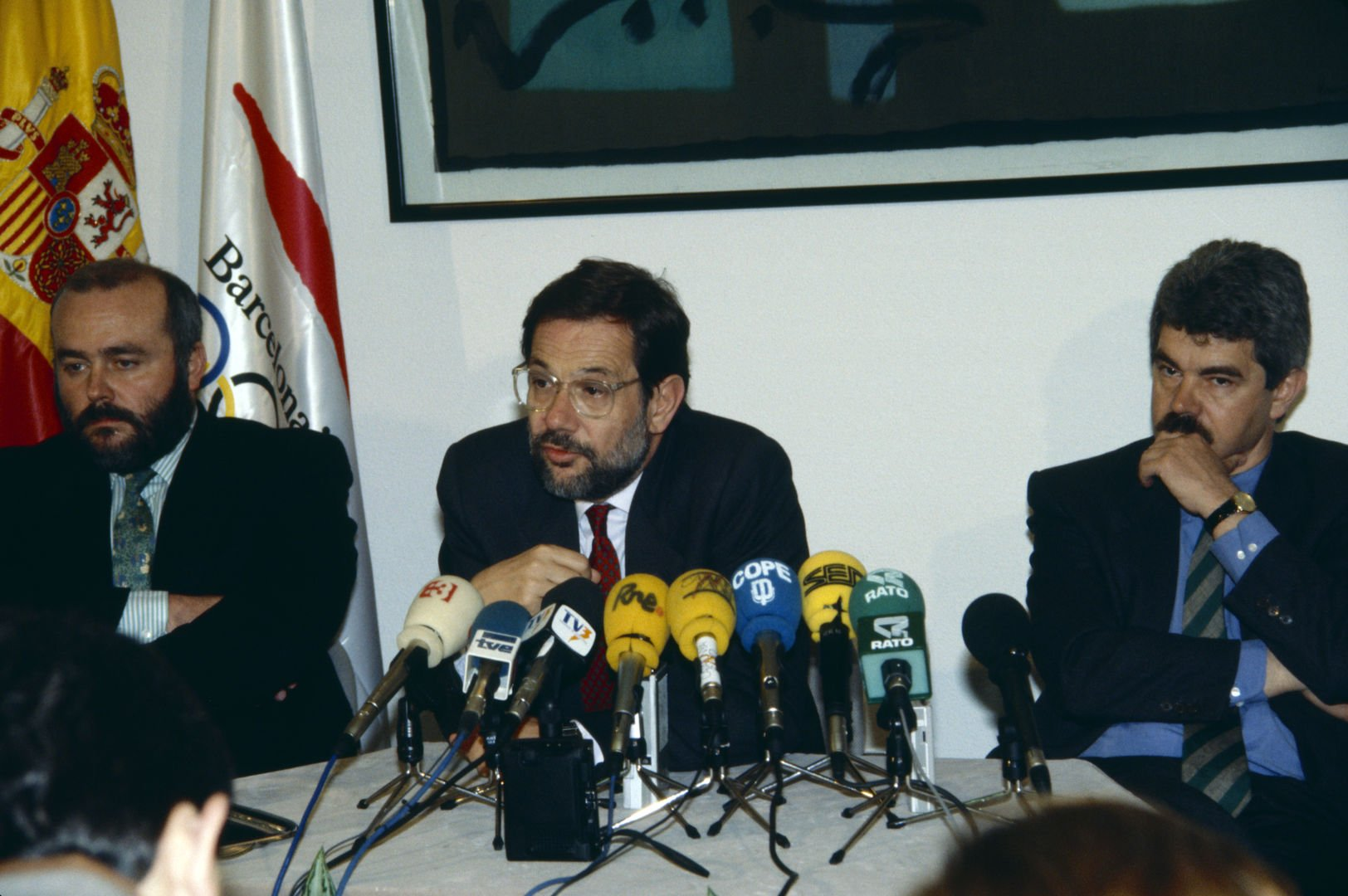
Rueda de prensa con motivo de la presentación de la Comisión Delegada del Gobierno para los Juegos Olímpicos de Barcelona 1992.

Una nueva comisión fue creada en 1963 para tratar asuntos relacionados con la política científica. En 1972 se creó la Comisión Delegada del Gobierno para el Medio Ambiente y en 1979 la Comisión Delegada del Gobierno para Política Exterior. La necesidad de coordinar la delegación de competencias en las regiones fue la principal razón que motivó la creación de la Comisión Delegada del Gobierno para Política Autonómica.
En 1982 se realizó una reorganización de las comisiones delegadas existentes, estableciéndolas en cinco: de Política Exterior, para la Seguridad del Estado, para Asuntos Económicos, para Política Autonómica, y para Política Educativa, Cultural y Científica. Cuatro años después se estableció una Comisión Delegada del Gobierno para Situaciones de Crisis encargada de lidiar con aquellas situaciones nacionales e internacionales que afectaren a la seguridad nacional. En 1997 se creó la Comisión Delegada del Gobierno para Asuntos Culturales.
Otra importante reestructuración se realizó en el año 2004, reduciendo el número de comisiones a cuatro: para Situaciones de Crisis, para Asuntos Económicos, para Asuntos de Investigación Científica y Desarrollo e Innovación Tecnológica, y para Política Autonómica. En 2008, se duplicaron las comisiones delegadas, al crearse otras cuatro: para Política de Inmigración, para el Cambio Climático, para Política de Igualdad, y para la Cooperación al Desarrollo.

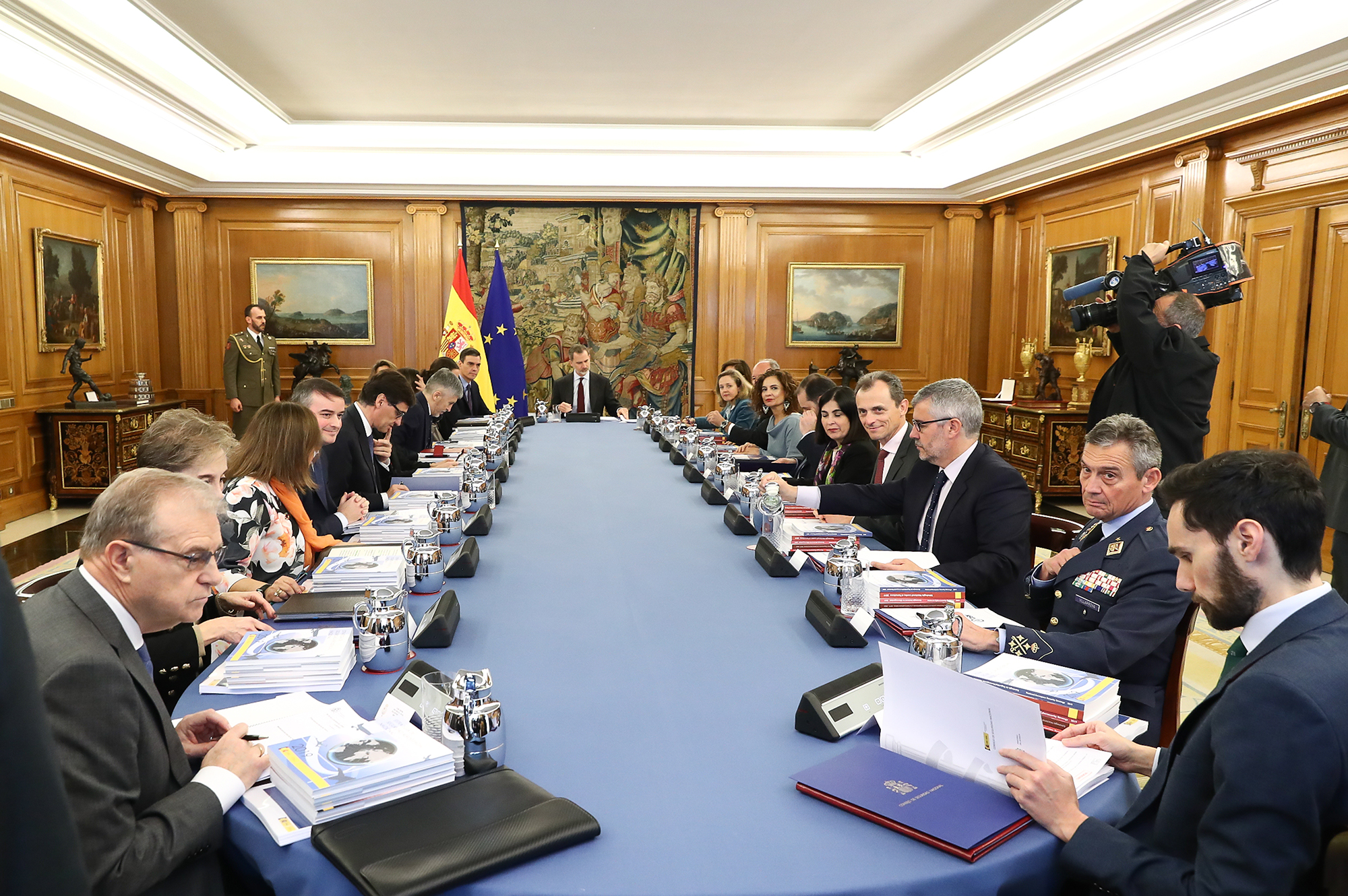
Reunión del Consejo de Seguridad Nacional, presidido por el rey Felipe VI. 4 de marzo de 2020

Una novena comisión se creó en 2011, en cumplimiento del mandato de la Ley 11/2002, de 6 de mayo, reguladora del Centro Nacional de Inteligencia, para tratar los asuntos relacionados con el Centro Nacional de Inteligencia, los servicios de información de los Cuerpos y Fuerzas de Seguridad del Estado y el resto de órganos de inteligencia de la Administración civil y militar. En diciembre de 2011, se suprimieron las relativas a inmigración, cambio climático, política autonómica y cooperación al desarrollo y se recuperó una dedicada a los Asuntos Culturales.
En el año 2013 se suprimió la Comisión Delegada del Gobierno para Situaciones de Crisis, cuyas funciones fueron asumidas por el recién creado Consejo de Seguridad Nacional, que tiene la consideración de Comisión Delegada del Gobierno. En 2018 se recuperó la de asuntos migratorios y en 2020 se suprimieron las de Igualdad, Asuntos Culturales y Asuntos Migratorios, al tiempo que se constituyeron las de Reto Demográfico y Agenda 2030.
En ocasiones el Gobierno crea comisiones especiales con un fin concreto y temporal como la Comisión Delegada del Gobierno para los Juegos Olímpicos de Barcelona de 1992 o la Comisión Delegada del Gobierno para la Presidencia española de la Unión Europea.

## Comisiones actuales
De acuerdo con lo dispuesto en el Real Decreto 1/2024, de 9 de enero, existen las siguientes Comisiones Delegadas del Gobierno:
- Comisión Delegada del Gobierno para Asuntos Económicos.
- Consejo de Seguridad Nacional, en su condición de Comisión Delegada del Gobierno para la Seguridad Nacional.
- Comisión Delegada del Gobierno para Asuntos de Inteligencia.
- Comisión Delegada del Gobierno para el Reto Demográfico.
- Comisión Delegada del Gobierno para la Agenda 2030.

Con carácter general el artículo 6.4. de la Ley 50/1997, de 27 de noviembre, del Gobierno atribuye a las Comisiones Delegadas las siguientes competencias:
1. Examinar las cuestiones de carácter general que tengan relación con varios de los Departamentos Ministeriales que integren la Comisión.
2. Estudiar aquellos asuntos que, afectando a varios Ministerios, requieran la elaboración de una propuesta conjunta previa a su resolución por el Consejo de Ministros.
3. Resolver los asuntos que, afectando a más de un Ministerio, no requieran ser elevados al Consejo de Ministros.
4. Ejercer cualquier otra atribución que les confiera el ordenamiento jurídico o que les delegue el Consejo de Ministros.

### Comisión Delegada del Gobierno para Asuntos Económicos
Activa desde 1957, en la actualidad se regula por Real Decreto Real Decreto 1/2024, y se compone de:
- El ministro de Economía, Comercio y Empresa, que la preside.
- La vicepresidenta primera del Gobierno y ministra de Hacienda, que ejerce las funciones de vicepresidenta de la Comisión Delegada.
- La vicepresidenta segunda del Gobierno y ministra de Trabajo y Economía Social, la vicepresidenta tercera del Gobierno y ministra para la Transición Ecológica y el Reto Demográfico, el ministro de Asuntos Exteriores, Unión Europea y Cooperación, el ministro de Transportes y Movilidad Sostenible, la ministra de Educación, Formación Profesional y Deportes, el ministro de Industria y Turismo, el ministro de Agricultura, Pesca y Alimentación, el ministro de Política Territorial y Memoria Democrática, la ministra de Ciencia, Innovación y Universidades, el ministro de Derechos Sociales, Consumo y Agenda 2030, la ministra de Inclusión, Seguridad Social y Migraciones, el ministro para la Transformación Digital y de la Función Pública y la ministra de Vivienda y Agenda Urbana,
- El secretario de Estado de Economía y Apoyo a la Empresa, que ejercerá las funciones de Secretaría de la Comisión Delegada del Gobierno para Asuntos Económicos; de Hacienda; y de Presupuestos y Gastos.
- Un representante de la Presidencia del Gobierno.
- Los titulares del resto de Departamentos ministeriales podrán ser convocados a la Comisión Delegada del Gobierno para Asuntos Económicos cuando esta haya de tratar temas con repercusiones económicas o presupuestarias relacionados con dichos ministerios.

Las funciones de la Comisión Delegada del Gobierno de Asuntos Económicos son aquellas que le atribuyan las leyes, versando sobre las competencias y actuaciones del Consejo de Gobierno de carácter económico general y sectorial. Entre ellas pueden destacarse:
1. Estudiar los asuntos que requieran la elaboración de una propuesta conjunta previa a su resolución por el Gobierno.
2. Resolver los asuntos que, dentro del ámbito competencial de la Comisión, no requieran ser elevados al Consejo de Ministros.
3. Examinar y deliberar sobre todas aquellas propuestas relevantes en materias que tengan contenido económico o afecten a la economía española en su conjunto o a sectores relevantes, con independencia del instrumento formal en que se plasmen: propuestas normativas, planes, programas de actuación, entre otras y, en concreto, las referidas a las áreas económicas sectoriales, empleo, infraestructuras, suelo, vivienda, medio ambiente, agua, investigación, sociedad de la información, telecomunicaciones e innovación, inversiones públicas, documentos de presentación obligatoria a la Unión Europea, políticas comunitarias con impacto en sectores económicos, defensa y promoción de la competencia.
4. Estudiar para su adopción las medidas y proyectos estratégicos que tengan trascendencia económica o financiera que afecten a la economía en su conjunto o a sectores económicos relevantes.
5. Impulsar la elaboración, seguimiento, evaluación y, en su caso, actualización de los planes y programas económicos, tanto generales como sectoriales.

### Consejo de Seguridad Nacional
El Consejo de Seguridad Nacional, activo desde 2013, es el máximo órgano del Estado con competencias en seguridad nacional. Se creó en 2013 y asume las competencias de la extinta Comisión Delegada del Gobierno para Situaciones de Crisis.
Está compuesto por:
- El presidente del Gobierno, que lo preside, excepto cuando el rey asista a sus reuniones, en cuyo caso le corresponderá presidirlo.
- Los vicepresidentes del Gobierno.
- Los ministros de Asuntos Exteriores, de la Presidencia, Justicia y Relaciones con las Cortes, de Defensa, de Hacienda, del Interior, de Transportes y Movilidad Sostenible, de Industria y Turismo, de Economía, Comercio y Empresa, de Sanidad, de Ciencia, Innovación y Universidades, y para la Transformación Digital y de la Función Pública.
- El director del Gabinete de la Presidencia del Gobierno, que actúa como secretario, el secretario de Estado de Asuntos Exteriores, el jefe de Estado Mayor de la Defensa, el secretario de Estado de Seguridad y el director del Centro Nacional de Inteligencia.
- El director del Departamento de Seguridad Nacional.

En todo caso, los titulares del resto de departamentos ministeriales podrán ser convocados al Consejo de Seguridad Nacional cuando este haya de tratar temas con repercusiones en la Seguridad Nacional relacionados con dichos ministerios. Asimismo, podrán ser convocados los titulares de aquellos otros órganos superiores y directivos de la Administración General del Estado que se estime conveniente.

### Comisión Delegada del Gobierno para Asuntos de Inteligencia
Prevista desde 2002 por la Ley reguladora del Centro Nacional de Inteligencia, y creada oficialmente en 2011, es el órgano encargado de velar por la adecuada coordinación de todos los servicios de información e inteligencia del Estado para la formación de una comunidad de inteligencia.
La comisión se compone de:
- La vicepresidenta primera del Gobierno y ministra de Hacienda, que la preside.
- La vicepresidenta segunda del Gobierno y ministra de Trabajo y Economía Social.
- La vicepresidenta tercera del Gobierno y ministra para la Transición Ecológica y el Reto Demográfico.

- Los ministros de Asuntos Exteriores, Unión Europea y de Cooperación, de la Presidencia, Justicia y Relaciones con las Cortes, de Defensa, del Interior, de Economía, Comercio y Empresa, y para la Transformación Digital y de la Función Pública.
- El director del Gabinete de la Presidencia del Gobierno, el secretario de Estado de Seguridad, el secretario general de la Presidencia del Gobierno y el director del Centro Nacional de Inteligencia, que actúa como secretario.
- Los subsecretarios de la Presidencia, Justicia y Relaciones con las Cortes y de Defensa.
- El director del Departamento de Seguridad Nacional.

No obstante lo dispuesto en el apartado anterior, podrán ser convocados a las reuniones de la Comisión los titulares de aquellos otros órganos superiores y directivos de la Administración General del Estado que se estime conveniente.

### Comisión Delegada del Gobierno para el Reto Demográfico
Creada en 2020, es la comisión encargada de:
1. El establecimiento de directrices, en el ámbito de competencias de la Administración General del Estado, para el diseño y aplicación de la estrategia nacional frente al reto demográfico, así como de los planes y actuaciones prioritarias en materia de reto demográfico.
2. El fomento e impulso de planes y propuestas normativas que desarrollen la política del Gobierno frente al reto demográfico y el despoblamiento territorial.
3. La coordinación de las actuaciones de los departamentos ministeriales en materia de reto demográfico.
4. La promoción e impulso de actuaciones dirigidas a reforzar el papel de la mujer en el medio rural, el adecuado dimensionamiento de las infraestructuras y equipamientos necesarios en las zonas afectadas por el despoblamiento territorial y la colaboración público-privada en la fijación de población en el medio rural.
5. El seguimiento y la verificación del grado de cumplimiento de la estrategia nacional frente al reto demográfico.
6. Aquellas otras funciones que le atribuya el ordenamiento jurídico.

Se compone de:
- La vicepresidenta tercera del Gobierno y ministra para la Transición Ecológica y el Reto Demográfico, que la preside.
- El ministro de Agricultura, Pesca y Alimentación, que ejerce las funciones de vicepresidente de la Comisión Delegada.
- La vicepresidenta primera del Gobierno y ministra de Hacienda; la vicepresidenta segunda del Gobierno y ministra de Trabajo y Economía Social; los ministros del Interior y de Transportes y Movilidad Sostenible; la ministra de Educación, Formación Profesional y Deportes; los ministros de Industria y Turismo, y de Política Territorial; la ministra de Vivienda y Agenda Urbana, los ministros de Cultura, de Economía, Comercio y Empresa, de Sanidad y de Derechos Sociales, Consumo y Agenda 2030, las ministras de Ciencia, Innovación y Universidades, de Igualdad, y de Inclusión, Seguridad Social y Migraciones, el ministro para la Transformación Digital y de la Función Pública, y la ministra de Juventud e Infancia.
- Los secretarios de Estado de Agricultura y Alimentación, de Política Territorial, de Medio Ambiente, de Vivienda y Agenda Urbana y de Telecomunicaciones e Infraestructuras Digitales.

El secretario de Estado de Medio Ambiente ejercerá las funciones de Secretaría de la Comisión Delegada del Gobierno para el Reto Demográfico. En su ausencia actuará como Secretario de la Comisión el secretario de Estado de Política Territorial y Función Pública.

### Comisión Delegada del Gobierno para la Agenda 2030
Ésta Comisión Delegada, creada en 2020, se encarga de:
1. Estudiar las actuaciones de los órganos competentes de la Administración General del Estado para el cumplimiento de los objetivos de desarrollo sostenible y la Agenda 2030.
2. Impulsar, coordinar y participar en el diseño, elaboración, implementación y evaluación de los planes y estrategias para el cumplimiento por España de la Agenda 2030.
3. Elevar al Gobierno la Estrategia de Desarrollo Sostenible 2020-2030 para su aprobación y posterior remisión a las Cortes Generales.
4. Acordar las políticas palanca y las medidas de transformación que aceleren en mayor grado el cumplimiento de la Agenda 2030 en nuestro país, así como realizar el seguimiento de su implementación correspondiente.
5. Acordar y promover los mecanismos de análisis de impacto en el cumplimiento de la Agenda 2030 de los proyectos normativos en marcha.
6. Proceder al estudio de las materias relativas a los grandes desafíos y necesidades de la Agenda 2030 en su implementación.
7. Aquellas otras tareas que le atribuya el ordenamiento jurídico.

Se compone de:
- La vicepresidenta segunda del Gobierno y ministra de Trabajo y Economía Social, que la preside.
- El ministro de Asuntos Exteriores, Unión Europea y Cooperación, que ejerce las funciones de vicepresidente de la Comisión Delegada.
- La vicepresidenta primera del Gobierno y ministra de Hacienda; la vicepresidenta tercera del Gobierno y ministra para la Transición Ecológica y el Reto Demográfico; y los ministros del Interior; de Transportes y Movilidad Sostenible; de Educación, Formación Profesional y Deportes; de Industria y Turismo; de Agricultura, Pesca y Alimentación; de Vivienda y Agenda Urbana; de Cultura; de Sanidad; de Derechos Sociales, Consumo y Agenda 2030; de Ciencia, Innovación y Universidades; de Igualdad; de Inclusión, Seguridad Social y Migraciones; para la Transformación Digital y de la Función Pública; y de Juventud e Infancia.
- Los secretarios de Estado de Asuntos Exteriores y Globales, de Cooperación Internacional, de Presupuestos y Gastos, de Economía y Apoyo a la Empresa, y de Derechos Sociales.

La Secretaria de Estado para la Agenda 2030 ejercerá las funciones de Secretaría de la Comisión Delegada del Gobierno para la Agenda 2030. En su ausencia actuará como Secretaria de la Comisión la Secretaria de Estado de Asuntos Exteriores y Globales.

## Antiguas comisiones

### Comisión Delegada del Gobierno para el desarrollo de los Convenios con Norteamérica
Constituida en 1957 y activa hasta 1961 cuando pasó a denominarse Oficina de Relaciones Financieras Exteriores, tenía como objetivo la coordinación de todas las decisiones del Gobierno en lo relativo a los acuerdos entre España y los Estados Unidos de América. Estaba compuesta por los ministros de Asuntos Exteriores, Ejército, Marina, Aire, Hacienda, Comercio y el subsecretario de la Presidencia.

### Comisión Delegada del Gobierno para Política Científica
Creada en 1963 como Comisión Delegada del Gobierno para Política Científica y modificada su denominación en diversas ocasiones, siendo la última en 2018 a Comisión Delegada del Gobierno para Política Científica, Tecnológica y de Innovación, era el órgano colegiado del Gobierno encargado de:
- Informar la Estrategia Española de Ciencia y Tecnología y la Estrategia Española de Innovación.
- Llevar a cabo la planificación y el seguimiento de la política científica, tecnológica y de innovación y la coordinación entre los departamentos ministeriales.
- Determinar el procedimiento por el que se evaluarán los resultados de la ejecución de la política científica, tecnológica y de innovación.
- Ser oída con carácter previo a la aprobación del Plan Estatal de Investigación Científica y Técnica y el Plan Estatal de Innovación.
- Elevar al Gobierno el Plan Estatal de Investigación Científica y Técnica y el Plan Estatal de Innovación, para su aprobación y posterior remisión a las Cortes Generales.
- Establecer los mecanismos de seguimiento y evaluación del desarrollo del Plan Estatal de Investigación Científica y Técnica.
- Aquellas otras tareas que le atribuyan la Ley 14/2011, de 1 de junio, de la Ciencia, la Tecnología y la Innovación y el Gobierno, en relación con la planificación y el seguimiento de política científica, tecnológica y de innovación y para la coordinación de las actuaciones de los departamentos ministeriales.

La Comisión se componía, en su última organización, de:
- La vicepresidenta del Gobierno y ministra de la Presidencia, que la presidía.

- El ministro de Ciencia, Innovación y Universidades, que ejercía las funciones de Vicepresidente de la Comisión.
- El ministro de Asuntos Exteriores, Unión Europea y Cooperación; las ministras de Defensa y de Hacienda; el ministro de Fomento; la ministra de Industria, Comercio y Turismo; el ministro de Agricultura, Pesca y Alimentación; y las ministras de Política Territorial y Función Pública, para la Transición Ecológica, de Economía y Empresa, y de Sanidad, Consumo y Bienestar Social.
- La secretaria de Estado de Universidades, Investigación, Desarrollo e Innovación, que ejercía las funciones de Secretaría de la Comisión Delegada.
- La secretaria de Estado de Presupuestos y Gastos y el secretario de Estado para el Avance Digital.
- El subsecretario de la Presidencia.

### Comisión Delegada del Gobierno para Política Exterior
Creada en 1979, formaban parte de la misma el ministro de Asuntos Exteriores, los ministros que en cada caso se designen por el presidente en función de los asuntos a tratar y el secretario de Estado de Asuntos Exteriores. Tras la creación del Consejo de Política Exterior en el año 2000, esta Comisión fue perdiendo relevancia hasta su desaparición en 2004.

### Comisión Delegada del Gobierno para la Seguridad del Estado
Estaba constituida por los ministros de Asuntos Exteriores, de Justicia, de Defensa, del Interior, de la Presidencia y Adjunto al Presidente, y por el director de la Seguridad del Estado. Suprimida en 2004.

### Comisión Delegada del Gobierno para Situaciones de Crisis
Esta comisión estuvo activa entre 1986 y 2013 hasta la creación del Consejo de Seguridad Nacional. Tenía la misma composición que el actual Consejo.

### Comisión Delegada del Gobierno para Política Educativa, Cultural y Científica
Formaban parte de la misma los ministros de Educación y Ciencia, de la Presidencia y de Cultura, los Ministros que en cada caso se designen por el presidente del Gobierno en función de los asuntos a tratar, y el secretario de Estado de Universidades e Investigación.

### Comisión Delegada del Gobierno para Política Autonómica
Activa entre 1980 y 2011, en el momento de su desaparición estaba compuesta por el vicepresidente de Política Territorial y ministro de Política Territorial y Administración Pública, que la presidía, la vicepresidenta de Asuntos Económicos y ministra de Economía y Hacienda, los ministros del Interior, de Fomento, de Medio Ambiente y Medio Rural y Marino y de la Presidencia, el director del Gabinete de la Presidencia del Gobierno y los secretarios de Estado de Hacienda y Presupuestos, de Asuntos Constitucionales y Parlamentarios y de Cooperación Territorial.
El Secretario de Estado de Cooperación Territorial ejercía las funciones de Secretario de la Comisión Delegada del Gobierno para Política Autonómica.

### Comisión Delegada del Gobierno para los Juegos Olímpicos de Barcelona de 1992
La Comisión Delegada del Gobierno para los Juegos Olímpicos de Barcelona de 1992 se creó en marzo de 1990 con tres objetivos:
- Establecer los criterios y directrices básicas de la participación de la Administración del Estado en la organización de los juegos olímpicos de Barcelona.
- Coordinar los programas de actuación de los diferentes Departamentos ministeriales que estén relacionados directa o indirectamente con los juegos.
- Aprobar, dirigir e impulsar dichas actuaciones, y establecer, los mecanismos para el seguimiento y control del cumplimiento de las mismas.

Estaba compuesta por el presidente del Gobierno, que presidía la Comisión, el ministro de Educación y Ciencia que actuaba como vicepresidente de la Comisión, los ministros de Asuntos Exteriores, Defensa, Economía y Hacienda, Interior, Obras Públicas y Urbanismo, Transportes, Turismo y Comunicaciones, Cultura y Relaciones con las Cortes y de la Secretaría del Gobierno, quien actuaba como Secretario.
A las sesiones de la Comisión Delegada podían ser convocados, el director del Gabinete de la Presidencia del Gobierno, el Presidente del Consejo Superior de Deportes y el presidente del Comité Organizador de la Olimpiada, así como aquellas personas que puedan prestar una contribución singular al asunto de que se trate.

### Comisión Delegada del Gobierno para Asuntos Culturales
Esta comisión delegada, creada en el año 2000, suprimida en el año 2004, recuperada en 2011, y suprimida de nuevo en 2020, se compuso en su última etapa de:
- La vicepresidenta del Gobierno y ministra de la Presidencia, que la presidía.
- El ministro de Cultura y Deporte, que ejercía las funciones de Vicepresidente de la Comisión.
- El ministro de Asuntos Exteriores, Unión Europea y Cooperación; las ministras de Defensa y de Hacienda; los ministros del Interior y de Fomento; las ministras de Educación y Formación Profesional; de Industria, Comercio y Turismo; de Política Territorial y Función Pública; de Economía y Empresa, y el ministro de Ciencia, Innovación y Universidades.
- Los titulares de las Secretarías de Estado de Cooperación Internacional y para Iberoamérica y el Caribe; de Justicia; de Presupuestos y Gastos; de Seguridad; para el Avance Digital, y de Universidades, Investigación, Desarrollo e Innovación.
- El subsecretario de la Presidencia.

El ministro de Cultura y Deporte ejercía también las funciones de Secretaría de la Comisión Delegada del Gobierno para Asuntos Culturales, salvo cuando ejercía la Presidencia de la Comisión, en cuyo caso la Secretaría correspondía al titular de la Secretaría de Estado de Cooperación Internacional y para Iberoamérica y el Caribe.

### Comisión Delegada del Gobierno para el Cambio Climático
Constituida el 17 de julio de 2008, la Comisión estaba presidida por el entonces vicepresidente primero, Alfredo Pérez Rubalcaba. La integraban los ministros de Asuntos Exteriores y de Cooperación, de Fomento, de Educación, Política Social y Deporte, de Industria, Turismo y Comercio, de Medio Ambiente, y Medio Rural y Marino, de Vivienda y de Ciencia e Innovación, y las dos vicepresidencias de Gobierno. Fue suprimida en 2011.

### Comisión Delegada del Gobierno para Política de Inmigración
Creada en 2008 y activa hasta 2011, se componía del vicepresidente de Política Territorial y ministro de Política Territorial y Administración Pública, que la presidía, los ministros de Asuntos Exteriores y de Cooperación, del Interior, de Fomento y de Trabajo e Inmigración, del Director del Gabinete de la Presidencia del Gobierno y los secretarios de Estado de Asuntos Exteriores e Iberoamericanos, para la Unión Europea, de Defensa, de Seguridad, de Inmigración y Emigración y de Igualdad.
La Secretaria de Estado de Inmigración y Emigración ejercía las funciones de Secretario de la Comisión Delegada del Gobierno para Política de Inmigración.

### Comisión Delegada del Gobierno para la Cooperación al Desarrollo
Constituida en 2008 y en funcionamiento hasta su supresión en 2011, se componía del vicepresidente de Política Territorial y ministro de Política Territorial y Administración Pública, que la presidía, los Ministros de Asuntos Exteriores y de Cooperación, de Educación, de Industria, Turismo y Comercio, de Medio Ambiente, y Medio Rural y Marino, de la Presidencia, de Sanidad, Política Social e Igualdad y de Ciencia e Innovación t de los secretarios de Estado de Cooperación Internacional, de Hacienda y Presupuestos, de Economía, de Inmigración y Emigración, de Comercio Exterior y de Cooperación Territorial.
La Secretaria de Estado de Cooperación Internacional ejercía las funciones de Secretaria de la Comisión Delegada del Gobierno para la Cooperación al Desarrollo.

### Comisión Delegada del Gobierno para la Presidencia Española de la Unión Europea en el año 2010
Vigente entre 2009 y 2010, se componía de la vicepresidenta Primera del Gobierno y ministra de la Presidencia, que la presidía, y del vicepresidente Segundo del Gobierno y ministro de Economía y Hacienda, los ministros de Asuntos Exteriores y de Cooperación y de Administraciones Públicas, el director del Gabinete de la Presidencia del Gobierno, el secretario general de la Presidencia del Gobierno, el Alto Representante para la Presidencia Española de la Unión Europea y otras Reuniones de Alto Nivel, el Alto Representante para la Presidencia Española de la Unión Europea en Asuntos Relacionados con la Defensa y el secretario de Estado para la Unión Europea.
El Secretario de Estado para la Unión Europea ejercía las funciones de Secretario de la Comisión Delegada del Gobierno para la Presidencia de la Unión Europea en el año 2010; en caso de ausencia, era sustituido en estas funciones por el secretario general para la Unión Europea.

### Comisión Delegada del Gobierno para Política de Igualdad
La Comisión Delegada del Gobierno para Política de Igualdad se creó en 2008 y se suprimió en 2020. En su última etapa se compuso de:
- La vicepresidenta del Gobierno y ministra de la Presidencia, que la presidía.

- Los ministros de Justicia, de Hacienda, del Interior, de Educación, de Trabajo, y de Sanidad.
- El director del Gabinete de la Presidencia del Gobierno y los secretarios de Estado de Presupuestos y Gastos, de Política Territorial, de Seguridad, de Empleo, para el Avance Digital, de Relaciones de las Cortes y de Universidades, Investigación, Desarrollo e Innovación.
- El secretario de Estado de Igualdad, que ejercerá las funciones de Secretario de la Comisión Delegada del Gobierno para Política Territorial.

### Comisión Delegada del Gobierno para Asuntos Migratorios
La Comisión Delegada del Gobierno para Asuntos Migratorios, vigente entre 2018 y 2020, aunque anteriormente ya existió una comisión parecida llamada Comisión Delegada del Gobierno para Política de Inmigración, se compuso en su última etapa de:
- La vicepresidenta del Gobierno y ministra de la Presidencia, que la presidía.
- La ministra de Trabajo, Migraciones y Seguridad Social, que ejercía las funciones de Vicepresidenta de la Comisión.
- Los ministros de Asuntos Exteriores, Unión Europea y Cooperación; del Interior y de Fomento.
- El director del Gabinete de la Presidencia del Gobierno y los secretarios de Estado de Asuntos Exteriores; para la Unión Europea; de Cooperación Internacional y para Iberoamérica y el Caribe; y de Defensa, y las secretarias de Estado de Seguridad; de Migraciones y de Igualdad.

La Secretaria de Estado de Migraciones ejercía las funciones de Secretaría de la Comisión Delegada del Gobierno para Asuntos Migratorios.